# 2014年乌克兰亲俄动乱
乌克兰亲俄动乱（羅馬化：Prorosiiski vystupy v Ukraini）是指2014年起烏克蘭境內亲俄分子發動的武裝衝突。烏克蘭於2014年爆發尊严革命後，旋即廢黜親俄總統亞努科維奇，之後亲俄以及反烏克蘭新政府的团体自2月起即不斷在東烏克蘭和南烏克蘭的大城市發動示威。俄罗斯將烏克蘭境內的一系列親俄動亂称为俄罗斯之春（羅馬化：Russkaya vesna，羅馬化：Rosiiska vesna）。
2014年2月至3月，乌克兰领土克里米亚被俄羅斯佔領。与此同时，亲俄团体在哈爾科夫州、盧甘斯克州、顿涅茨克州舉行抗議活動。俄罗斯安全部门甚至指挥和资助這些州的親俄分离主义分子。2014年3月初，親俄武裝分子占领了顿涅茨克州、卢甘斯克州和哈尔科夫州的政府大楼。乌克兰政府之後出動軍隊鎮壓這些分離主義分子，并於3月10日之前将分离主义分子趕出州政府大樓。
2014年4月开始，俄罗斯支持的乌克兰东部亲俄武装再次佔領了顿涅茨克州和卢甘斯克州的政府大楼，並且這些武裝分子還攻佔了顿涅茨克州和卢甘斯克州的其他地方。乌克兰政府隨後再次派出武装部队與分離主義分子交戰，這導致雙方之間爆發了顿巴斯战争。另一方面，哈尔科夫州和敖德萨州的动乱没有升级为武装冲突。这些地区的秩序得到了恢复。

## 背景
2013年11月21日，乌克兰总统維克托·亞努科維奇拒绝与欧盟签署联合协议，引发动乱。支持与欧洲联盟建立亲密关系地人士发起乌克兰亲欧盟示威运动，要求亚努科维奇政府下台。运动最终大获成功，引爆了2014年2月的乌克兰革命，成功迫使亚努科维奇政府下台.。然而东乌克兰与南乌克兰俄语区有部分民众对革命表示不满，要求和俄罗斯建立亲密关系，而这两地恰好是亚努科维奇及其地区党的传统票仓。
在亲俄抗议活动中，有不少亲自来到乌克兰声援亲俄分子的俄罗斯人。顿涅茨克州州长谢尔盖·塔鲁塔表示顿涅茨克的集会有获释的罪犯及其他来自克里米亚的人。3月4日至25日间，乌克兰警方与边防部队阻挡8200多名尝试入境的俄国人。3月27日，国家安全和国防委员会秘书安德烈·帕魯比表示有500至700名俄罗斯人被拒绝进入集会现场。
俄罗斯方面怀疑2014年的动乱有美国在背后支持，理由是时任乌克兰总统亚努科维奇推翻了国际货币基金组织和美国国际开发署提出的基金组织改革方案，美国国家民主基金会散播了反政府言论。

### 乌克兰舆论
2014年2月8日至18日，基辅国际社会学研究所进行了一项民意调查，分析乌克兰全国民众支持与俄罗斯结盟的情况，结果显示只有12%的民众同意和莫斯科结盟，四个地区有68%的受訪者认为乌克兰应该保持独立地位，同时与俄罗斯搞好关系。以下几个地区支持俄乌结盟的比例：
- 41.0% 克里米亚
- 33.2% 顿涅茨克州
- 24.1% 盧甘斯克州
- 24.0% 敖德萨州
- 16.7% 扎波羅熱州
- 15.1% 哈爾科夫州
- 13.8% 第聂伯罗彼得罗夫斯克州

2014年4月，基辅国际社会学研究所在乌克兰所有南部及东部州份（当时已经被俄罗斯吞并的克里米亚除外）进行民意调查，发现多数人反对从乌克兰分裂出去、被俄罗斯并吞。反对分裂并吞率比较高的州分有：
- 51.9% 卢甘斯克州
- 52.2% 顿涅茨克州
- 65.6% 哈尔科夫州
- 78.8% 敖德萨州
- 81.5% 扎波罗热州
- 84.1% 第聂伯罗彼得罗夫斯克州
- 84.6% 赫尔松州
- 85.4% 尼古拉耶夫州

3月14日至26日，国际共和学会在东部及南部州份进行一项调查，显示26%到27%的人认为亲欧盟示威运动是政变，东部只有5%的受害者认为俄语人口“肯定”受到压迫或威胁。43%的俄罗斯人“绝对”或“相当”支持俄罗斯派兵保护乌克兰的俄语人士。

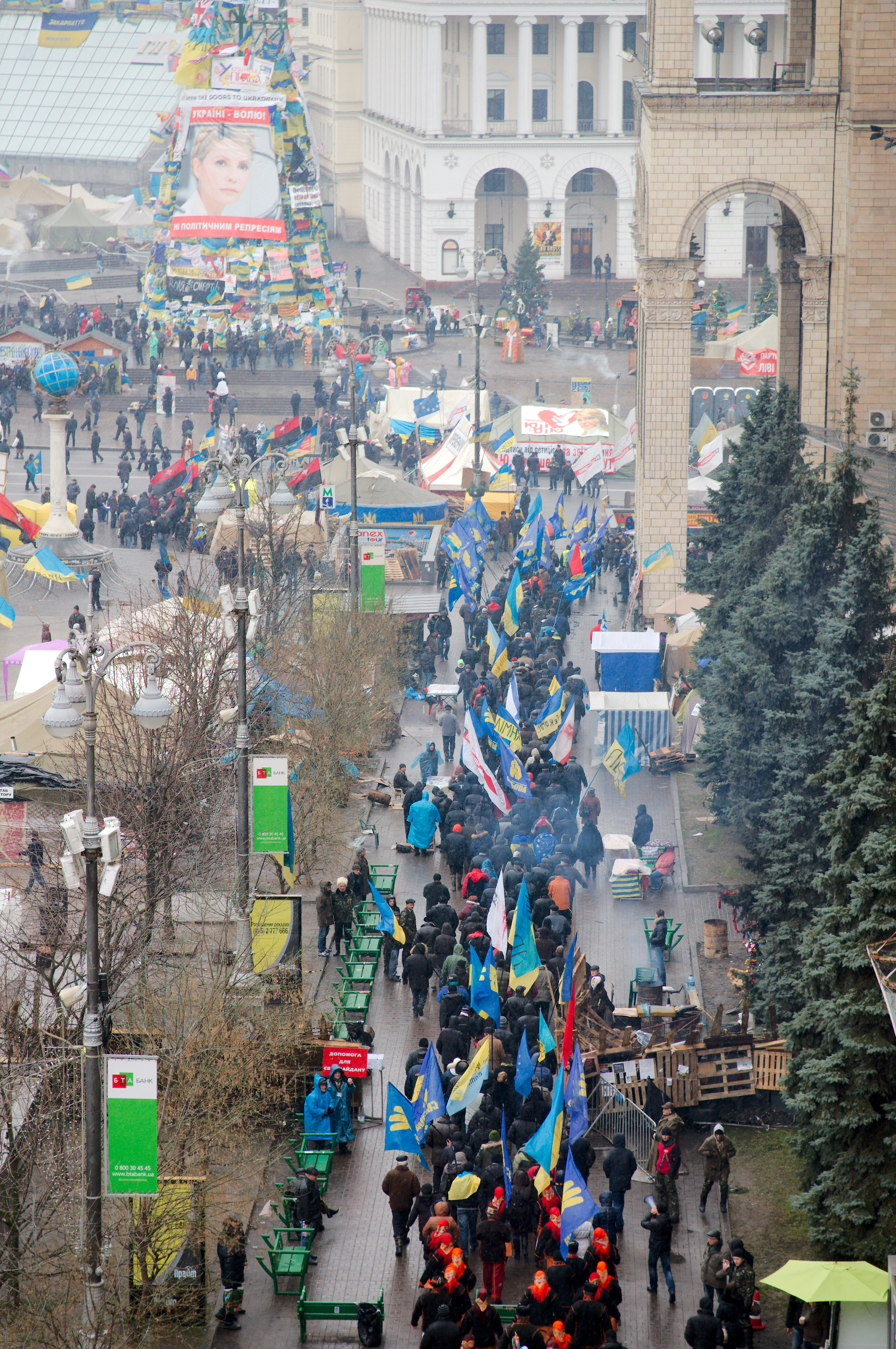
2014年1月基辅亲欧盟示威现场

在这项民意调查中，南部有22%、东部有26%支持国家联邦化，南部有69%、东部有53%支持乌克兰继续保留单一国家形式，只有2%南部人及4%东部人支持分裂。59%的东部人倾向于加入俄罗斯主导的关税同盟，22%同意加入欧盟。南部方面，37%同意加入关税同盟，29%同意加入欧盟。东部有90%希望与欧盟结成经济同盟，只有4%同意加入俄罗斯的关税同盟。在所有接受调查的乌克兰人中，34%支持加入北大西洋公约组织，44%反对。在东部和南部，只有14%和11%同意加入北约，67%和52%反对加入。东部有72%认为国家正在走向错误方向，相比之下西部只有36%的人这么觉得。
社会研究与政策分析研究所针对顿涅茨克居民的身份认同进行民意调查。虽然当地支持分裂的人比较少，但仍有三分之一受访者认同自己是“乌克兰公民”。更多人倾向于认同自己是“说俄语的乌克兰居民”或“顿巴斯居民”。调查还发现66%的受访居民支持乌克兰维持统一，18.2%支持加入俄罗斯，4.7%支持独立。3月26日至29日的第二项民意调查显示77%的居民谴责占领政府大楼行为，16%支持行为。另外，40.8%的顿涅茨克居民支持乌克兰统一集会，26.5%支持亲俄集会。
在另一项由基辅国际社会学研究所于4月8日至16日进行的调查中，绝大多数人不赞成抗议者强占行政大楼。南部与东部有过半人认为总统亞歷山大·圖奇諾夫非法当选。南部与东部大多数人认为解散非法激进团体及收缴武装是维护国家统一的必要之举。19.1%的南部人和东部人认为乌克兰应该是独立国家，45.2%认同是独立国家，但觉得国家权力应下放到地区，但大多数人民认为俄罗斯与乌克兰应该开放边境，实施免签政策，8.4%支持俄乌统一。15.4%同意所在地分裂加入俄罗斯，24.8%认为乌克兰应转变为联邦国家。大多数受访者不觉得俄罗斯有吸引人的地方，少数人认为俄罗斯吸引之处在于经济，不在于文化。南部和东部的受访者普遍就政府和议会的合法性问题存在意见分歧，但大多数人认同遭罢免的亚努科维奇总统不是国家的合法总统。在初选的民意调查中，亲欧盟的彼得·波罗申科获顿巴斯所有地区压倒性支持。

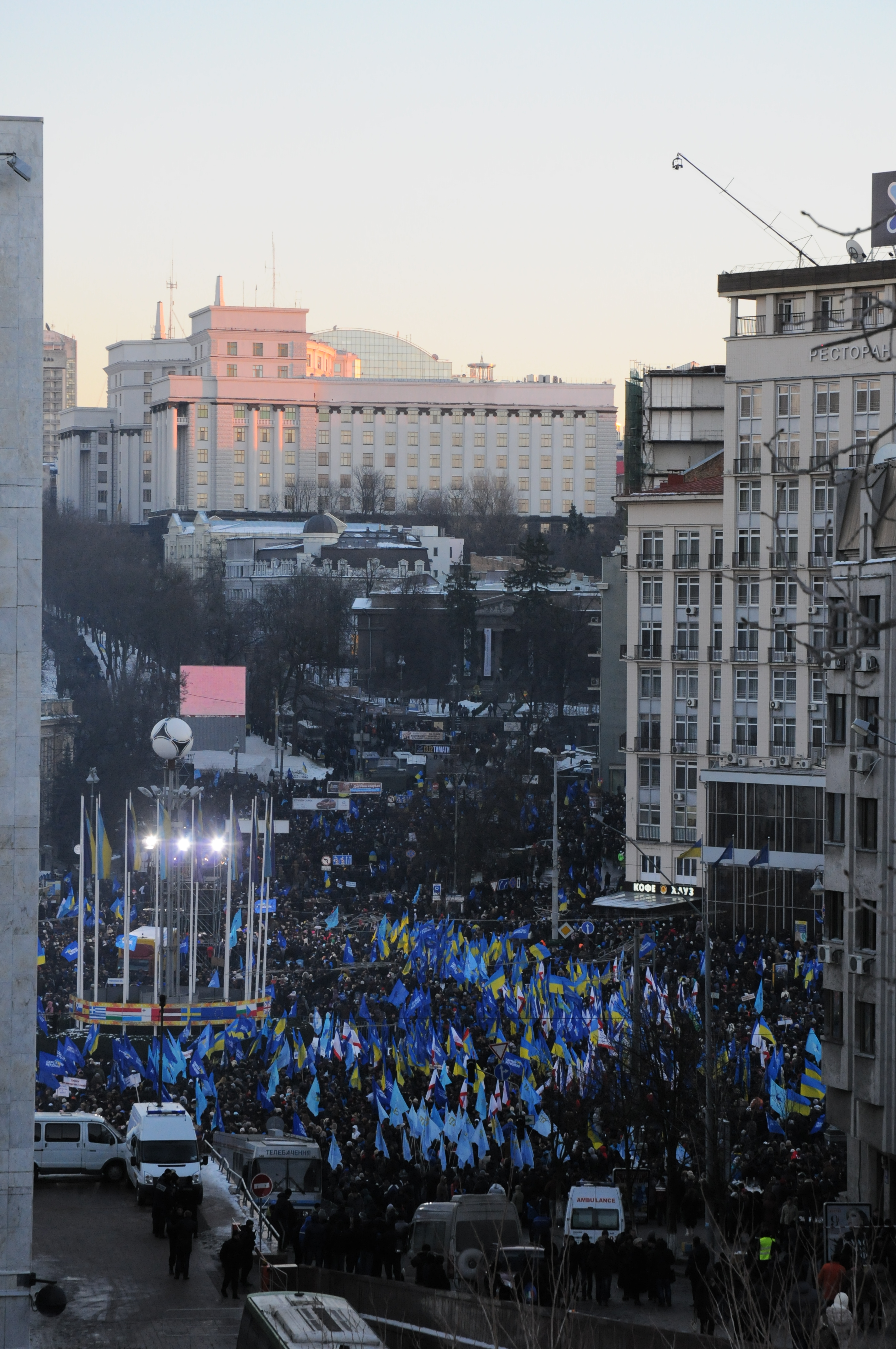
基辅的乌克兰反亲欧盟示威运动，摄于2013年12月14日

5月8日，皮尤研究中心就动乱议题在乌克兰进行综合民意调查，调查事件在俄羅斯聯邦併吞克里米亞之后、敖德萨冲突之前。93%的西部人和70%的东部人希望乌克兰保持统一。

### 乌克兰反亲欧盟示威运动
亲欧盟革命期间，媒体广泛报道亲俄、亲亚努科维奇的反亲欧盟分子收钱抗议。基輔莫訶拉院國立大學政治学教授奥列克西·哈兰（Oleksiy Haran）表示：“反亲欧盟分子只是为了钱站出来，政府利用这些雇佣兵挑起大家的抵抗情绪。他们根本没有代价。”极端团体欧亚青年联盟的俄裔领导人奥列格·巴赫季亚罗夫（Oleg Bakhtiyarov）遭当局逮捕，逮捕原因之一是以每位500美金的薪酬招募暴徒突袭政府大楼。4月13日，乌克兰内政部表示发现应征参与袭击的人士获500美金报酬，占领大楼者获大约40美金报酬。
示威者有偿示威的报道得到地区党党员弗拉基米尔·兰季克（Volodymyr Landik）、第一副总理维塔利·亚雷玛、记者谢尔盖·列先科（Serhiy Leshchenko）及歐洲安全與合作組織一份报告支持。

### 媒体报道
俄罗斯媒体与乌克兰媒体形容示威者时有相当大的差别。乌克兰政府与西方媒体一致将占领顿涅茨克周政府大楼的武装人员标签为“分裂分子”、“恐怖分子”，而俄罗斯媒体及官员则标签为“联邦化支持者”。除此之外，俄罗斯媒体和武装分子也将乌克兰过渡政府标签为“班杰拉式军政府”，乌克兰民族主义者班杰拉标签为“法西斯”、“民族主义者”。乌克兰媒体也把亲俄分子所佩戴的乔治丝带比作“科羅拉多金花蟲”。在俄罗斯媒体的带头下，外界参照1968年布拉格之春及2010年至2011年阿拉伯之春，把此次亲俄动乱称作“俄罗斯之春”。